# Nola picturata
Nola picturata är en fjärilsart som beskrevs av Paul Mabille 1899. Nola picturata ingår i släktet Nola och familjen trågspinnare. Inga underarter finns listade i Catalogue of Life.